# کویر زرشکی
کویر زرشکی (به انگلیسی: Crimson Desert) یک بازی ویدئویی رو به انتشار جهان باز در سبک اکشن-ماجراجویی و نقش‌آفرینی اکشن است که توسط استودیو کره‌ای پرل ابیس توسعه یافته و برای پلتفرم‌های مایکروسافت ویندوز، پلی‌استیشن ۴، پلی‌استیشن ۵، ایکس‌باکس وان، و ایکس‌باکس سری اکس/اس منتشر خواهد شد. این بازی به عنوان پیش‌درآمدی بر نسخهٔ کویر سیاه آنلاین (۲۰۱۴) محسوب می‌شود.